# Radiologia della patologia non oncologica dello scheletro
La radiologia della patologia non oncologica dello scheletro (radiologia tradizionale, ecografia, tomografia computerizzata, imaging a risonanza magnetica) è spesso un utile ausilio alla diagnosi di numerose patologie scheletriche.

## Patologie congenite
Queste patologie si manifestano alla nascita e sono spesso di carattere ereditario. Di solito la diagnosi è basata sull'anamnesi e sulla clinica, mentre le metodiche radiologiche sono utilizzate per localizzare le alterazioni scleletriche. TC e RM sono utilizzate anche per lo studio dei tessuti molli.

### Osteogenesi imperfetta

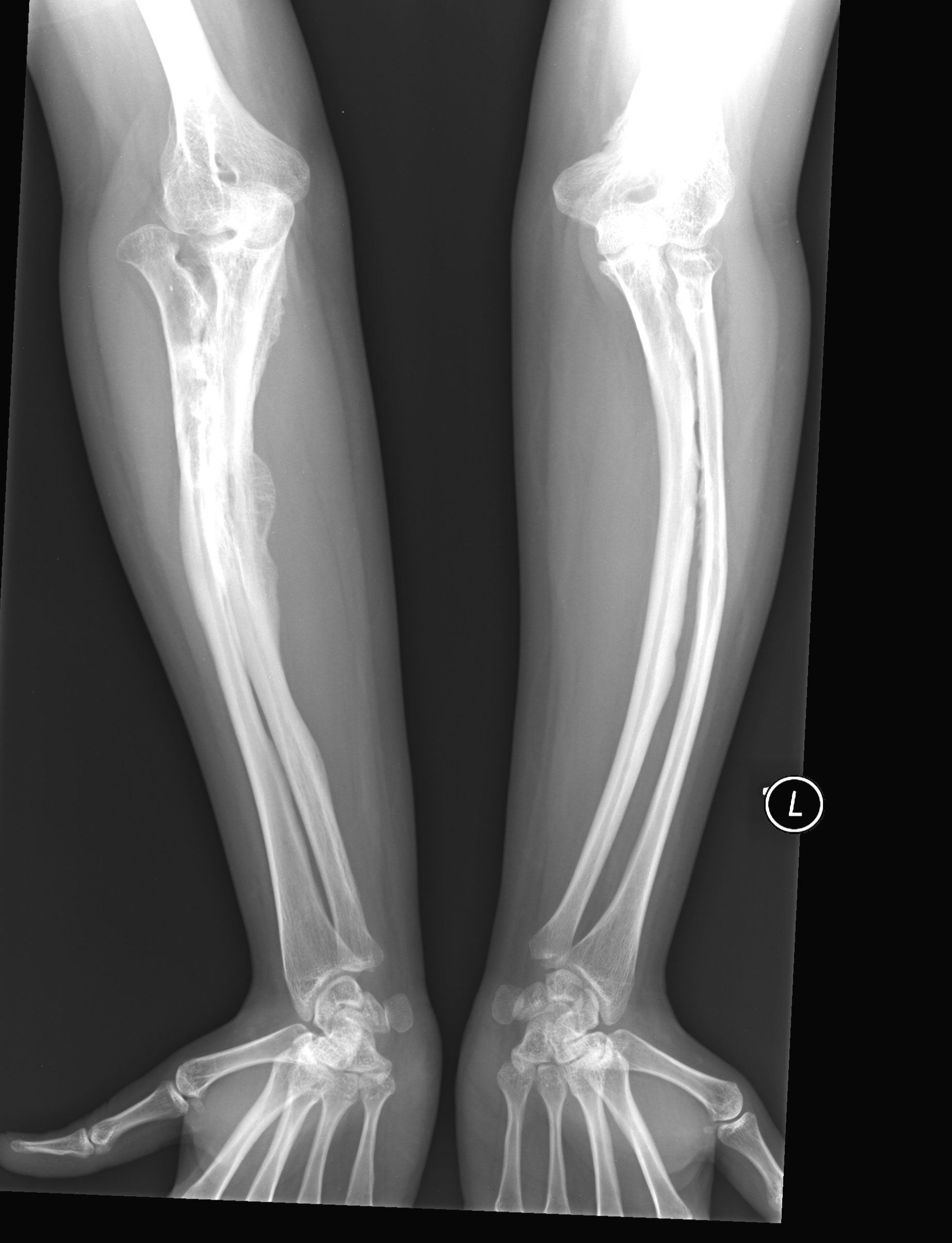
Radiografia di un soggetto con osteogenesi imperfetta di tipo V

Radiografia di un bacino di un soggetto affetto da osteopetrosi, che evidenzia diffuso incremento della densità ossea

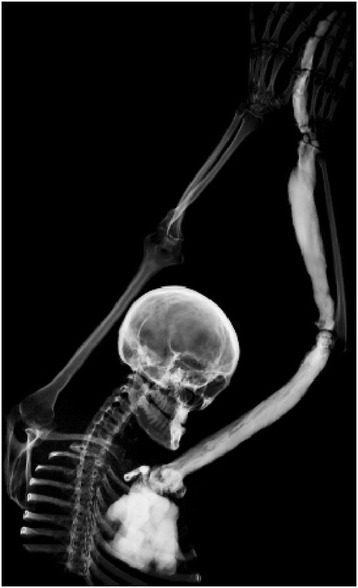
Meloreostosi dell'arto superiore sinistro.

Questa malattia è causata da un difetto nella sintesi del collagene di tipo 1. A livello osseo la malattia si presenta con un quadro di osteoporosi diffusa e un conseguente aumentato rischio di fratture. A livello radiologico la malattia può avere 3 aspetti: presentare ossa sottili e gracili, arti brevi e inspessiti oppure alterazioni cistiche degli arti. Nei bambini con le forme più gravi è possibile osservare aree radiotrasparenti con margini sclerotici a carico delle epifisi delle ossa lunghe (calcificazioni "a popcorn"). Si osserva inoltre appattiamento dei corpi vertebrali e slargamento dei seni frontali e mastoidei.

### Osteopetrosi
È una malattia in cui si evidenzia osteosclerosi diffusa, dovuta a un'iperattività degli osteoblasti che porta ad aumentata ossificazione. La radiologia convenzionale evidenzia bene il quadro di osteosclerosi diffusa, specie a livello vertebrale. Nella forma associata ad acidosi tubulare detta anche "malattia a cervello di marmo" è possibile evidenziare anche calcificazioni cerebrali usando la TC.

### Meloreostosi
In questa malattia si ha osteosclerosi di un unico segmento osseo che porta a dolore articolare e difficoltà di movimento. La patologia interessa l'osso affetto in direzione prossimo-distale a livello della componente compatta dando il tipico aspetto a "cera di candela accesa". Il contorno del segmento affetto è pertanto estremamente radiopaco e irregolare all'esame radiologico standard, portando anche alla formazione di protuberanze ossee in sede articolare (osteocondroma). Di solito la patologia colpisce gli arti inferiori.

### Nanismo acondroplasico
Questa malattia ereditaria è dovuta a una mutazione del gene FGFR3 (Fibroblast Growth Factor Receptor 3). La radiologia tradizionale evidenzia: base del cranio corta con gran forame occipitale ristretto, torace stretto, appiattimento dei corpi vertebrali, falangi corte e slargate (a "coppa"), ossa del bacino di dimensioni ridotte e femori incurvati.

### Encondromatosi
Malattia ereditaria caratterizzata dalla crescita diffusa di encondromi a carico delle ossa lunghe, che possono dare fratture patologiche o evolvere anche in senso maligno. Radiologicamente si evidenziano come aree radiotrasparenti che a volte erodono l'osso adiacente.

### Esostosi multipla
In questa malattia si ha crescita di multiple protuberanze ossee con deformazione dei segmenti affetti. Le esostosi sono dapprima cartilaginee e ossificano nel tempo, colpendo soprattutto femore, tibia, omero e perone. Oltre a essere problematiche dal punto di vista estetico le esostosi raramente possono evolvere in senso maligno.

### Osteopelicia
È una malattia ereditaria che non dà sintomi ma che può essere rinvenuta mediante esame radiografico come aree di osteosclerosi diffusa nodulari o striate a carico dell'osso spongioso .

### Mucopolisaccaridosi
Sono malattie causate da difetti enzimatici ereditari che portano all'accumulo di mucopolisaccaridi acidi. Sono presenti varie forme cliniche (a seconda dell'enzima coinvolto e del metabolita che si accumula in diversi distretti corporei) che possono presentare anche alterazioni a carico dello scheletro.

### Sclerosi poliostotica infantile
Malattia infantile caratterizzata da osteosclerosi diffusa che risparmia epifisi e metafisi delle ossa lunghe .

### Iperostosi generalizzata con pachidermia
Esordisce intorno ai 15 anni di età portando ad aumento dello spessore delle ossa lunghe e col tempo a calcificazioni dei legamenti e delle membrane interossee, con conseguente aumento di spessore degli arti (definito pachidermia).

### Emoglobinopatie
In queste patologie l'alterata sintesi dell'emoglobina a livello delle cellule progenitrici del midollo osseo, porta a un'ipossia sistemica che, a livello renale, induce un'aumentata sintesi di eritropoietina. L'effetto di questo ormone è stimolare come forma di compenso la replicazione delle cellule progenitrici midollari, portando quindi a un'iperplasia del midollo osseo stesso che si ripercuote sulla struttura e sulla forma delle ossa, dando slargamento delle cavità midollari e rarefazione delle trabecole. L'effetto più evidente si ha nelle talassemie e si evidenzia principalmente a livello del cranio, con marcata osteopenia ed espansione delle ossa nasali, temporali e mascellari, che porta a una facies tipica. A livello del tavolato esterno della volta cranica è possibile anche rilevare delle strie radiopache radiali (cranio "a spazzola").
Nell'anemia falciforme si hanno anche trombosi a livello sistemico dovute ad agglutinazione dei globuli rossi alterati, con conseguente osteonecrosi se questo fenomeno avviene a livello osseo (specie a carico delle mani, dei piedi e di diafisi ed epifisi delle ossa lunghe, con conseguente arresto della crescita).
La scintigrafia ossea permette di evidenziare gli infarti ossei come aree ipocaptanti inizialmente e che in tempi successivi presentano ipercaptazione reattiva del tracciante, mentre la RM è utile per studiare l'iperplasia midollare e la risposta di questa alle terapie.

## Traumi
La soluzione di continuità di un osso, di una cartilagine o di entrambi questi tessuti è definita frattura. Le fratture possono essere classificate dal punto di vista eziologico. Si parla quindi di frattura traumatica se questa è causata da forze esterne che superano la resistenza meccanica del tessuto colpito, di frattura patologica se la frattura è causata da alterazioni della struttura ossea e di frattura "da stress" se questa è causata da sforzi ripetuti nel tempo che indeboliscono il tessuto osseo nelle sedi di inserzione muscolare. L'esame più spesso utilizzato per individuare le fratture, per via del basso costo e della bassa esposizione a radiazioni è quello radiografico standard. La TC è utilizzata di solito per studiare distretti complessi come il cranio, il massiccio facciale, la spalla, il bacino e la caviglia. La risonanza magnetica, pur non potendo studiare direttamente la matrice minerale ossea, è adatta per lo studio delle fratture interne che danno edema e contusione in questa sede come esame di seconda istanza. La medicina nucleare permette tramite la scintigrafia ossea di studiare invece molto bene le fratture da stress o quelle multiple a carico di più segmenti corporei (essendo un esame total body); inoltre la sua elevata sensibilità la rende molto adatta alla ricerca di lesioni traumatiche secondarie ad abusi su minori. L'angiografia si usa solamente in quei casi ove si sospetta un'ischemia causata dalla frattura.

### Fratture traumatiche

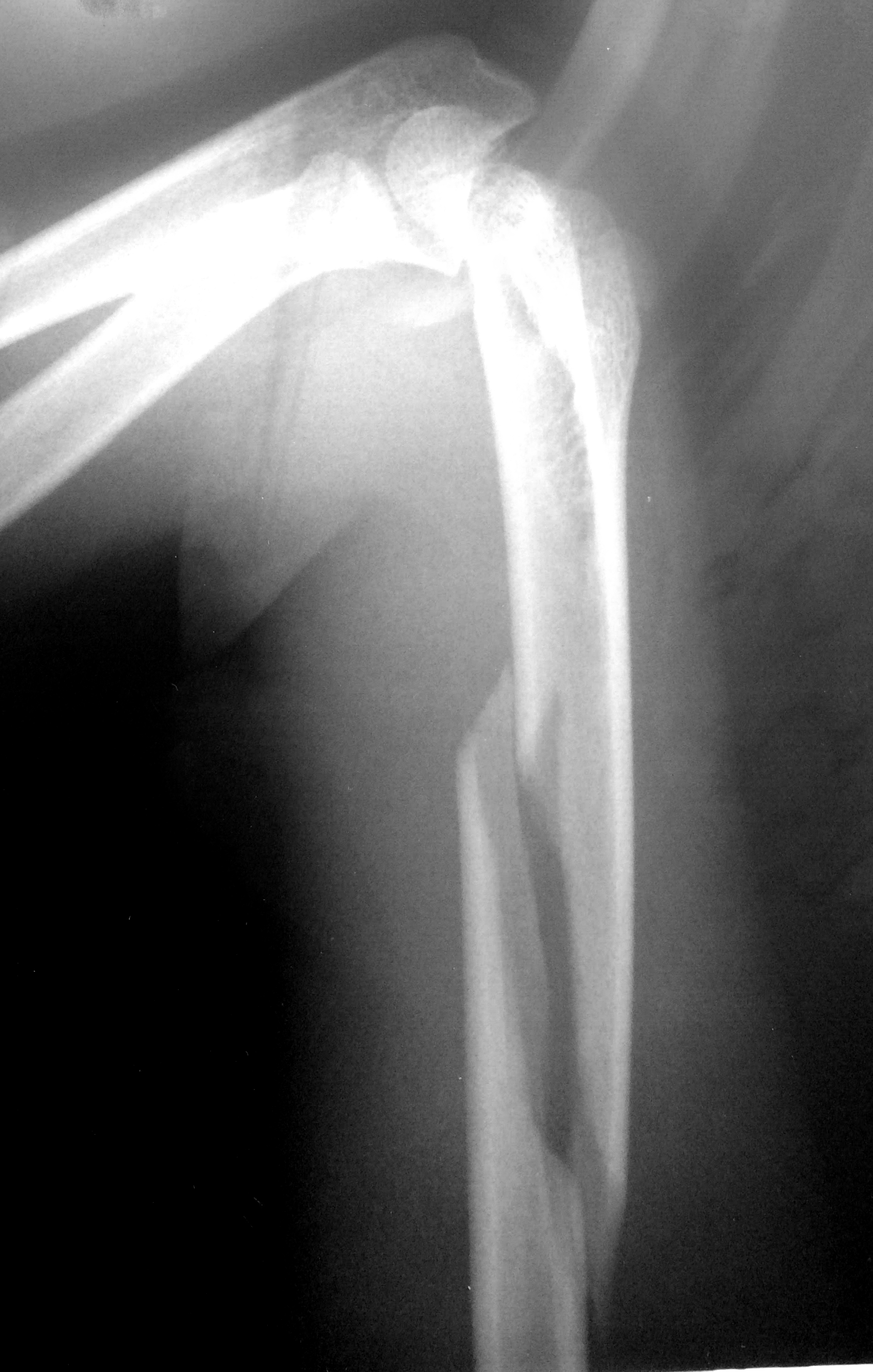
Frattura dell'omero

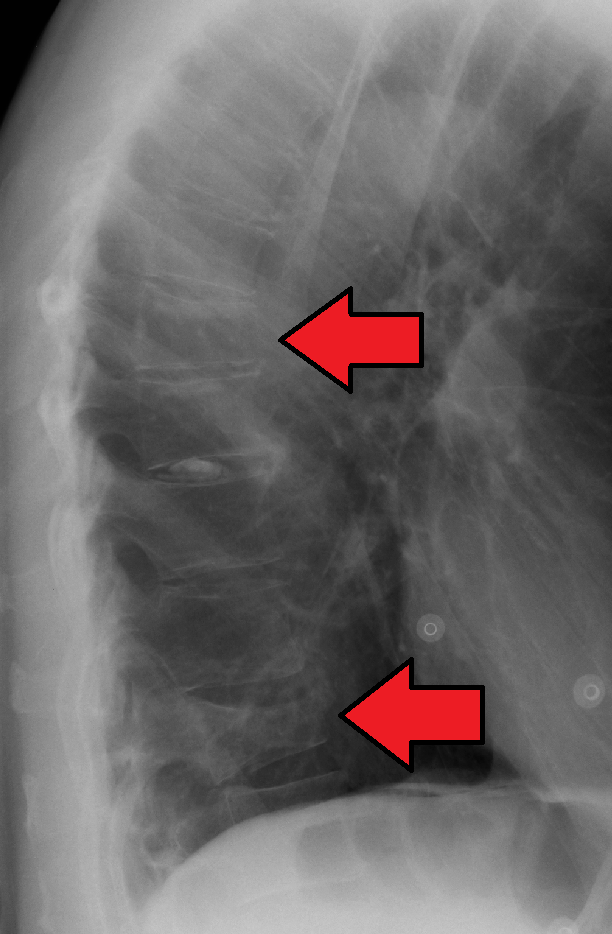
Crollo vertebrale, frattura tipica da osteoporosi

L'esame radiologico standard va di norma eseguito in 2 proiezioni per rilevare anche un'eventuale lussazione dei segmenti scheletrici coinvolti, valutando la sede della frattura, l'estensione (la frattura è definita completa se interessa l'osso a tutto spessore, incompleta se interessa solo la corticale, a "legno verde" se un'infrazione corticale si ramifica nell'osso più profondo oppure "da infossamento" se non si ha abbastanza energia da rompere completamente la corticale), l'eventuale apertura (definita quando il moncone osseo rompe la cute) e la direzione (che può essere longitudinale, trasversale, obliqua o spiraliforme). Le linee di frattura possono essere inoltre singole o multiple. Una frattura che raggiunge un'articolazione può invece essere definita a seconda delle strutture che raggiunge (intra o extracapsulare, sopra o sottolegamentosa). Possono essere evidenti, in caso di frattura completa, anche più frammenti ossei; in tale caso è bene analizzarne la forma (quelli taglienti possono essere pericolosi per i tessuti molli adiacenti). Una frattura è composta se l'apposizione fra i frammenti è completa, altrimenti si parla di frattura scomposta; tale spostamento può avvenire lateralmente, longitudinalmente (con accorciamento del segmento scheletrico colpito), "ad axim" (in cui è frammenti sono angolati secondo l'asse) o "ad peripheriam" (i frammenti ruotano attorno al proprio asse).
Lo studio radiologico delle parti molli, specie nelle fratture esposte, è indispensabile per valutare la presenza di corpi estranei, schegge ossee o bolle d'aria (dovute al trauma o anche da comunicazione della sede di frattura con cavità corporee normalmente piene di aria).

### Fratture patologiche
Sono fratture che avvengono in corrispondenza di ossa danneggiate da altre patologie, anche in assenza di traumi. Il dato anamnestico, insieme con il riscontro all'esame radiologico standard di aree malate in corrispondenza delle fratture, permette di porre praticamente sempre una diagnosi certa, che può essere coadiuvata anche da TC o RM ad esempio nel sospetto di patologia neoplastica. In caso di interessamento metastatico delle vertebre queste dapprima si deformano e poi collassano (crollo vertebrale).

### Fratture da stress
Sono causate da sforzi intensi e ripetuti a carico di un'inserzione muscolare su un osso. La scintigrafia ossea, la TC o la RM permettono di fare la diagnosi.

### Fratture delle sincondrosi
Questo tipo di frattura avviene su strutture molto sensibili ai traumi durante il periodo di accrescimento ed è perciò richiesta molta attenzione nella sua valutazione. La classificazione più utilizzata è quella di Salter e Harris. L'esame radiologico standard permette di evidenziare, se presente, lo spostamento del nucleo di ossificazione, altrimenti va eseguita un'attenta comparazione con l'osso controlaterale, cercando un aumento di spessore della linea epifisaria dal lato colpito. Nel 30% dei casi queste fratture portano a deformità.
| Tipo   | Descrizione                                                                                                   |
| ------ | --- |
| Tipo 1 | Frattura confinata nel piatto di accrescimento (distacco epifisario puro)                                     |
| Tipo 2 | Piatto di accrescimento staccato dalla metafisi assieme a piccolo frammento osseo                             |
| Tipo 3 | Rima di frattura estesa verticalmente fra epifisi e piatto di accrescimento                                   |
| Tipo 4 | Rima di frattura estesa verticalmente fra epifisi, piatto di accrescimento e metafisi                         |
| Tipo 5 | Devascolarizzazione della regione germinativa (tardivamente si osserva riduzione o assenza di crescita ossea) |

### Riparazione delle fratture
La radiologia convenzionale permette di seguire nel tempo i processi riparativi a carico delle fratture, evidenziando di norma già dopo 3 settimane la formazione del callo osseo. Dopo 2-4 mesi il callo incomincia a strutturarsi nella sua porzione più esterna e poi via via verso l'interno dell'osso colpito, dopo 16-18 mesi si hanno nuove trabecole ossee e dopo 2 anni queste si dispongono lungo le linee di carico, lasciando a volte come segno della pregressa frattura solo un lieve inspessimento dell'osso compatto.
Un ritardo dei processi descritti sopra (persistenza della linea di frattura oltre i tempi stabiliti, ritardo nella formazione del callo osseo) è indice di problemi nel processo di riparazione; se invece i capi ossei non sono ben riallineati e non si osserva calcificazione, con osteosclerosi degli stessi, il quadro clinico evolve verso la pseudoartrosi. Più spesso quest'ultimo fenomeno si osserva a carico dello scafoide, della tibia e del femore. Un'immobilizzazione o riduzione insufficienti può portare invece a ipertrofia del callo osseo e deformità.

### Lussazione
Una lussazione è la perdita completa di contatto fra i capi di un'articolazione. Di solito per la diagnosi è sufficiente eseguire una radiografia a singola proiezione (una proiezione ortogonale viene sempre comunque eseguita per incrementare la sensibilità). TC e RM consentono di rilevare anche eventuali danni a carico dei tessuti molli adiacenti.

## Infezioni

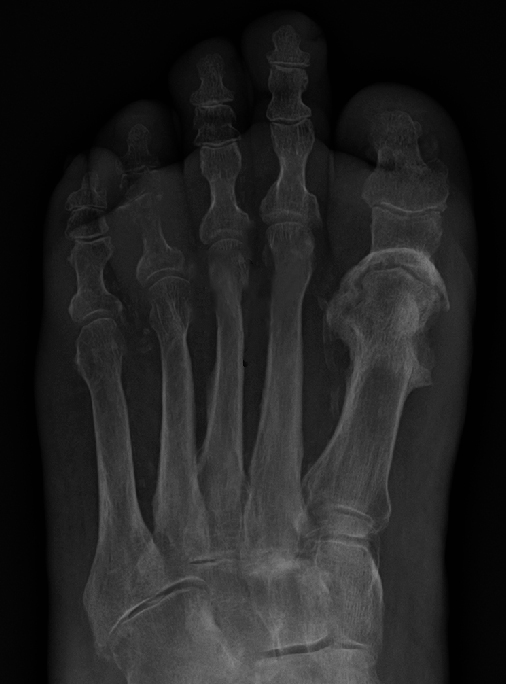
Osteomielite a livello del primo metatarso. È evidente l'aspetto "a sarcofago"

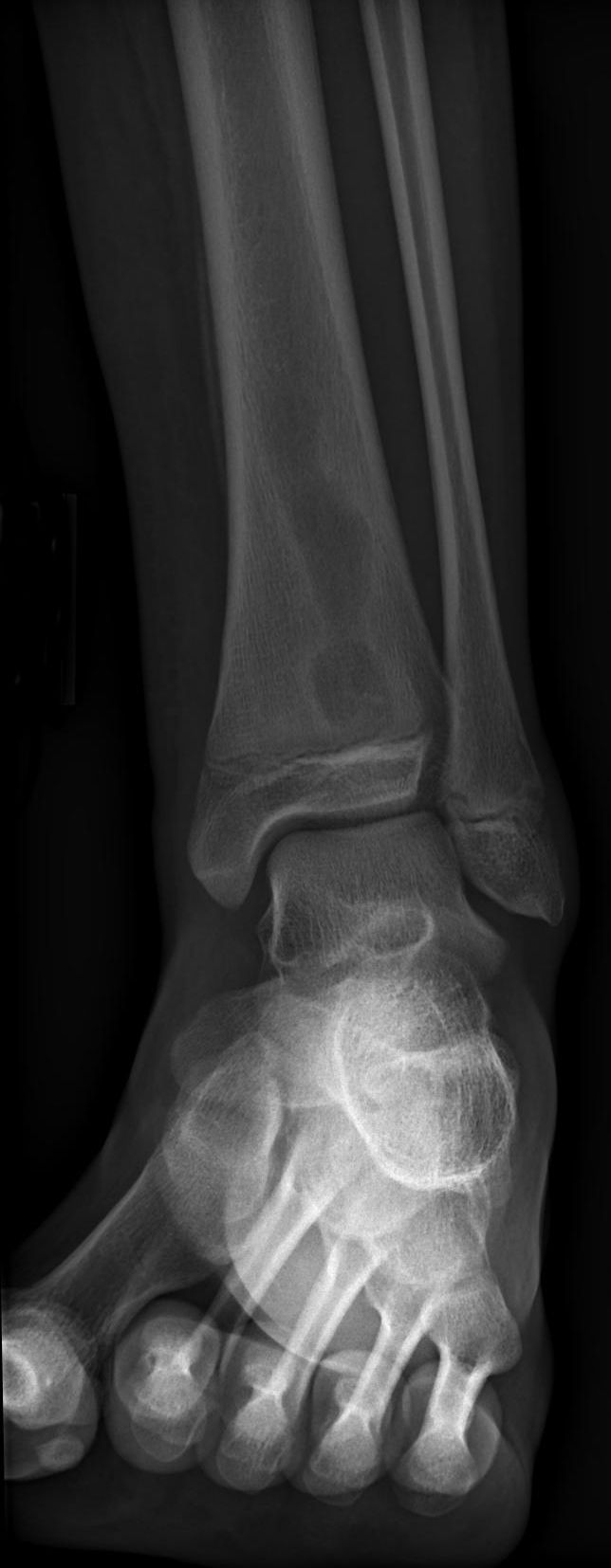
Ascesso di Brodie a livello della porzione distale della tibia, evidente come un'area litica circondata da un alone di osteosclerosi

Quando un'infezione interessa sia l'osso sia il midollo osseo si parla di osteomielite. L'infezione può avvenire per via ematogena, per contatto con un'area infetta adiacente o per contatto diretto con l'esterno a causa di una frattura o un intervento chirurgico. Le infezioni ossee di origine ematogena colpiscono alcune sedi preferenziali, per via della loro maggiore vascolarizzazione. La vascolarizzazione dello scheletro varia con l'età del paziente: nel neonato epifisi e metafasi sono ancora collegate dal punto di vista vascolare, quindi un'infezione a carico dei una delle due sedi interesserà anche l'altra (questo fino all'adolescenza); mentre nell'adulto, in assenza della predetta connessione vascolare e con la chiusura delle cartilagini di accrescimento, l'infezione avrà sede prevalentemente epifisaria.
In età infantile inoltre i focolai settici spesso sono multipli e diffusi, nell'adolescente sono perlopiù colpite le ossa lunghe, mentre nell'adulto è spesso interessato lo scheletro assile (tutto con l'eccezione degli arti).
Nella fasi iniziali della malattia spesso l'esame radiologico non evidenzia alterazioni, come è invece in grado di fare la RM. PIù tardivamente è possibile distinguere il tessuto osseo morto (definito sequestro) da quello sano in quanto separato da tessuto di granulazione. Questo tessuto può essere poi circondato da tessuto osseo reattivo che a sua volta verrà circondato da nuovo tessuto di granulazione, dando il classico aspetto a "sarcofago". Questo tipo di reazione da un lato rende sicuramente l'osso più solido ma dall'altro rende più difficile l'eliminazione del sequestro, favorendo quindi la cronicizzazione dell'infezione. Un'osteomielite col tempo può anche drenare all'esterno se l'infezione coinvolge anche i tessuti molli fino alla cute.
Particolari forme di osteomielite sono il patereccio (tipido delle falangi distali delle dita in seguito a infezioni superficiali) e la spondilite/spondilodiscite (che colpisce le vertebre). Nella spondilodiscite prevalgono i fenomeni di osteosclerosi, con osteofitosi e riduzione degli spazi intersomatici. Analoghi fenomeni di apposizione ossea si hanno in generale con la cronicizzazione dei processi infettivi.
L'ascesso di Brodie è un'osteomielite con sede metafisaria (più spesso a carico della tibia) che porta a periostosi, osteosclerosi dell'osso circostante e alla formazione di una raccolta purulenta o mucoide. Nell'osteomielite sclerosante di Garrè il processo cronico porta invece a un'osteosclerosi tale da occludere il canale midollare.
La TC permette di caratterizzare le infezioni ossee e il coinvolgimento dei tessuti molli, la scintigrafia ossea (eseguita anche con tecnica trifasica mirata al segmento sospetto) e la PET con fluorodesossiglucosio presentano un'elevata sensibilità, consentendo di individuare il processo infettivo molto precocemente. La PET inoltre consente di individuare nelle forme ematogene eventuali focolai settici metastatici. La scintigrafia con granulociti marcati presenta sensibilità e specificità molto elevate (ma non è utilizzabile nella diagnosi di spondilodiscite, in quanto i granulociti neotrofili non riescono a raggiungere l'infezione in tale forma clinica). La RM presenta sensibilità e specificità simili alla scintigrafia ossea trifasica.
Nella tubercolosi ossea (morbo di Pott) si osservano aree di osteolisi (occupate da tessuto granulomatoso) circondate da osteosclerosi. Col tempo il progredire della necrosi caseosa porta all'eburneizzazione delle vertebre coinvolte (vertebra d'avorio) e al loro crollo. In tali casi TC e RM sono molto utili.

## Malattie causate da agenti fisici

### Congelamento
Il congelamento danneggia i tessuti tramite fenomeni di vasocostrizione e trombosi che portano a ischemia. Di solito queste lesioni interessano le porzioni distali dello scheletro e si presentano come aree osteoporotiche. Sono ovviamente interessati anche i tessuti molli circostanti, ove nei casi più gravi si osserva necrosi.

### Ustioni
A livello dei tessuti molli un'ustione si presenta con fenomeni di necrosi coagulativa, mentre a livello osseo si presenta come un'area osteoporotica (prodotta dagli osteoclasti attivati dai fenomeni di iperemia). A livello periarticolare compaiono successivamente delle calcificazioni.

### Folgorazione
Il danno tissutale indotto dall'elettricità quando attraversa il corpo umano dipende dal tipo di corrente (continua o alternata), dalla tensione e dal quantitativo di acqua dei tessuti attraversati. Per effetto Joule l'energia trasportata dagli elettroni viene convertita in calore, che danneggia i tessuti producendo ustioni. Il danno finale quindi è simile a quello prodotto da un'ustione, ma aggravato anche dai traumi indotti dagli spasmi muscolari causati dalla corrente elettrica.

### Radiazioni ionizzanti
Una dose di radiazioni all'osso pari a 400 cGy può determinare ipotrofia del tessuto colpito, con conseguenti deformità. Le zone con maggiore radiosensibilità di tutto lo scheletro sono le epifisi; difatti un'irradiazione in tale sede può anche causarne il distacco o la necrosi. L'azione delle radiazioni si ha soprattutto sugli osteoblasti, portando quindi a ridotta apposizione di nuovo osso e alla loro possibile trasformazione neoplastica (osteosarcoma, firosarcoma, istiocitoma fibroso maligno, condrosarcoma). La lesione da raggi spesso si presenta quindi osteoporotica, con aree di osteonecrosi e osteosclerosi reattiva, associata a periostosi. Tale quadro è ovviamente anche associato a un maggiore rischio di fratture patologiche, e inoltre è a volte molto simile a quello delle neoplasie ossee radioindotte, rendendo difficile la diagnosi differenziale. La RM in tali casi consente di distinguere i due tipi di quadro clinico grazie al differente segnale dato dai tessuti neoplastici rispetto a quelli solamente irradiati.

## Malattie causate da agenti chimici

### Metalli pesanti
L'avvelenamento dato da questi elementi chimici (il più frequente è il piombo) in età pediatrica e adolescenziale porta alla formazione di linee trasversali radiopache a livello delle metafisi delle ossa lunghe durante l'accrescimento (soprattutto a livello del ginocchio). Negli adulti invece questo tipo di avvelenamento porta a danno renale, con conseguente osteodistrofia. L'eliminazione dal corpo del metallo può spesso far regredire questa alterazioni.

### Alluminio
L'assunzione di grandi quantità di composti contenenti questo elemento (per assunzione diretta o come conseguenza dell'emodialisi) porta al suo accumulo nella matrice ossea, con conseguenti alterazioni della mineralizzazione, osteopenia e fratture patologiche (vertebre, coste, epifisi delle ossa lunghe).

### Fluoro
Tipicamente questo tipo di intossicazione si ha a causa di un'eccessiva introduzione di questo elemento nell'acqua potabile, per esposizione professionale o tramite farmaci contenenti questo elemento. Il quadro clinico include osteosclerosi (aumentata radiopacità diffusa, specie a livello delle ossa del bacino, della colonna vertebrale e del torace), osteofitosi e calcificazione dei legamenti dello scheletro assile.

### Farmaci
I farmaci che più frequentemente danno alterazioni ossee sono i corticosteroidi, portando a osteoporosi diffusa, fratture patologiche (crolli vertebrali) e da stress che si riparano con deformità e calli ipertrofici. L'assunzione prolungata può dare anche osteonecrosi da microfratture (testa del femore e dell'omero, epifisi distali di femore e tibia, testa dei metatarsi, astragalo e osso semilunare). La scintigrafia ossea permette di evidenziare le microfratture, mentre la densitometria ossea permette di quantificare il quadro di osteoporosi. Le iniezioni intrarticolari di corticosteroidi possono dare calcificazioni e frammentazione dei segmenti ossei intrarticolari. Alcuni chemioterapici, come il metotrexate o la ifosfamide, possono anch'essi dare quadri di osteoporosi diffusa.

## Patologie endocrine

### Gigantismo e acromegalia
Sono due patologie causate da un'iperproduzione dell'ormone della crescita (la prima in età pediatrica, la seconda in età adulta) da parte di un adenoma ipofisario. Nel gigantismo l'eccesso di ormone porta ad aumentata apposizione di osso, portando a statura elevata, mentre nell'acromegalia si ha riattivazione dell'ossificazione encondrale (ad esempio a livello condro-costale) e periostale (con allargamento di alcuni segmenti scletrici come la mandibola, le ossa dell'orbita, gli zigomi, le ossa lunghe e quelle delle mani).

### Ipopituarismo
Questa malattia è causata da deficit nella produzione di ormone della crescita per danno alla porzione anteriore dell'ipofisi. Si presenta come nanismo causato da un deficit nell'apposizione di osso, che porta a persistenza delle cartilagini di accrescimento e alla scomparsa dei nuclei di ossificazione.

### Ipertiroidismo
Si presenta a livello osseo con un quadro di osteoporosi diffusa e fratture patologiche.

### Ipotiroidismo
Il quadro osseo cambia a seconda dell'età di insorgenza. In età pediatrica e adolescenziale porta a un ritardo nella crescita, con scomparsa dei nuclei di ossificazione se a insorgenza molto precoce, oppure a loro deformazione. Si può notare anche salienza delle suture craniche.

### Iperparatiroidismo

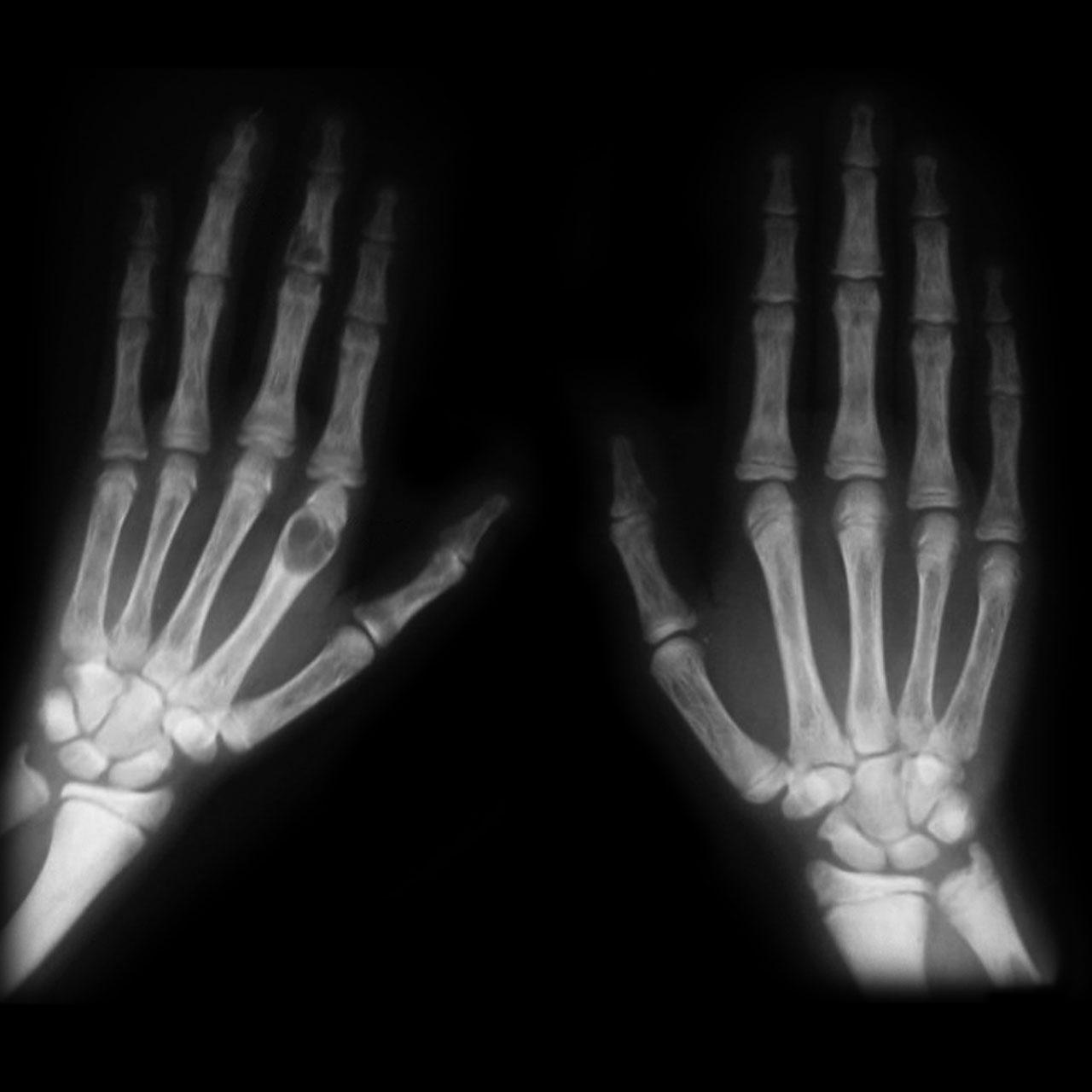
tumori bruni a livello delle mani

Si presenta come un quadro di osteite fibrocistica (sostituzione del tessuto osseo con tessuto fibroso, osteoporosi e osteomalacia) associato a fratture patologiche e alla formazione di cisti e (nei casi più gravi) tumori bruni (agglomerati di osteoclasti che distruggono l'osso in modo simile a una lesione tumorale osteolitica, se presenti appaiono come lesioni osteolitiche a margini ben definiti).
L'osteodistrofia renale è invece l'insieme delle alterazioni ossee che compaiono nei pazienti con insufficienza renale cronica, ove è presente un iperparatiroidismo secondario; in tali casi, oltre al quadro tipico dell'iperparatiroidismo, si rileva osteosclerosi a carico dello scheletro assile. Il quadro più tipico lo si osserva a livello vertebrale, ove si evidenzia addensamento a banda delle porzioni superiori e inferiori delle vertebre (vertebre a maglia da rugby).

### Ipoparatiroidismo
Si manifesta tipicamente come osteosclerosi, specie a carico della volta cranica e delle ossa della faccia. A tale quadro si associano numerose calcificazioni a carico dei tessuti molli, dei legamenti e dell'encefalo (nuclei della base, cervelletto, plessi corioidei).

### Sindrome di Cushing
A livello osseo si presenta con quadri di osteoporosi e osteonecrosi diffusi, associati a fratture patologiche (quadro non dissimile da quello dovuto all'eccessiva assunzione di corticosteroidi descritto nel paragrafo dei farmaci).

### Diabete
Il quadro osseo tipico è un'osteopenia diffusa. A livello dei tessuti molli una condizione molto frequente e temuta sono le ulcere e le infezioni, specie a livello del piede (piede diabetico) ove colpiscono più spesso le sedi sottoposte a maggiore carico (calcagno, prima e quinta articolazione metatarso-falangea).

## Malattie metaboliche e carenziali

### Osteoporosi

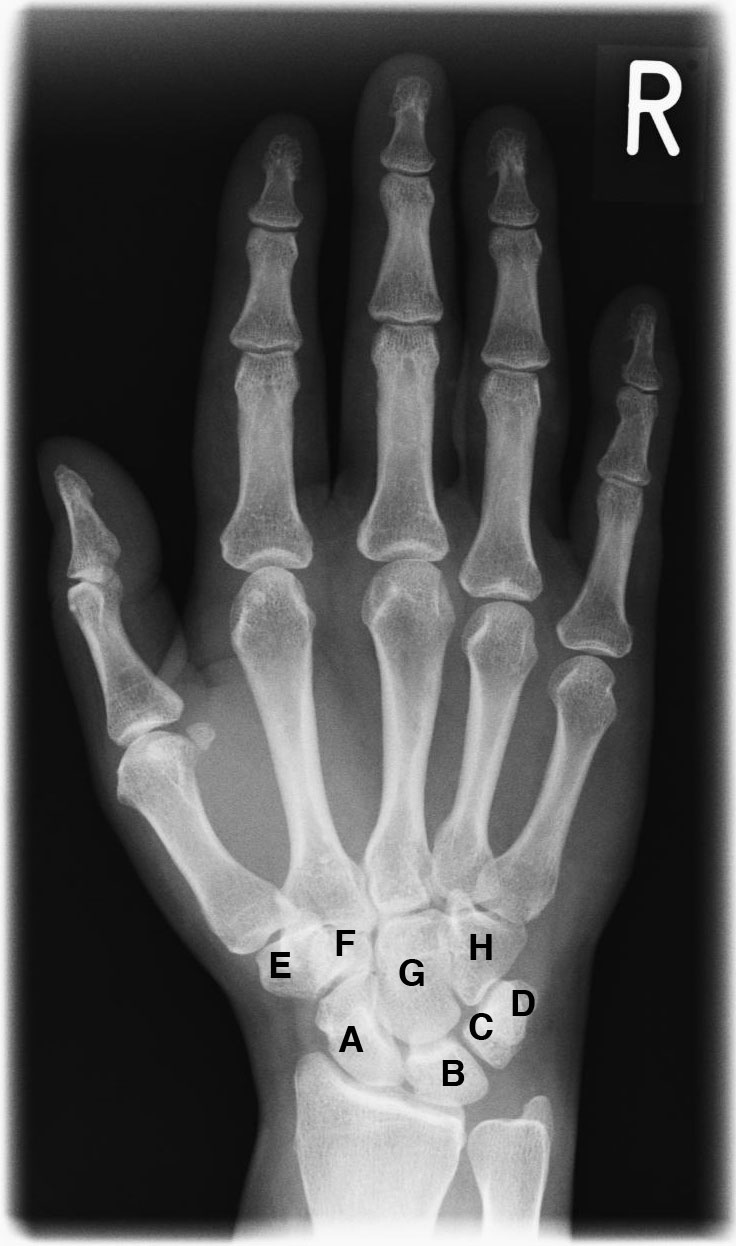
radiografia di una mano normale

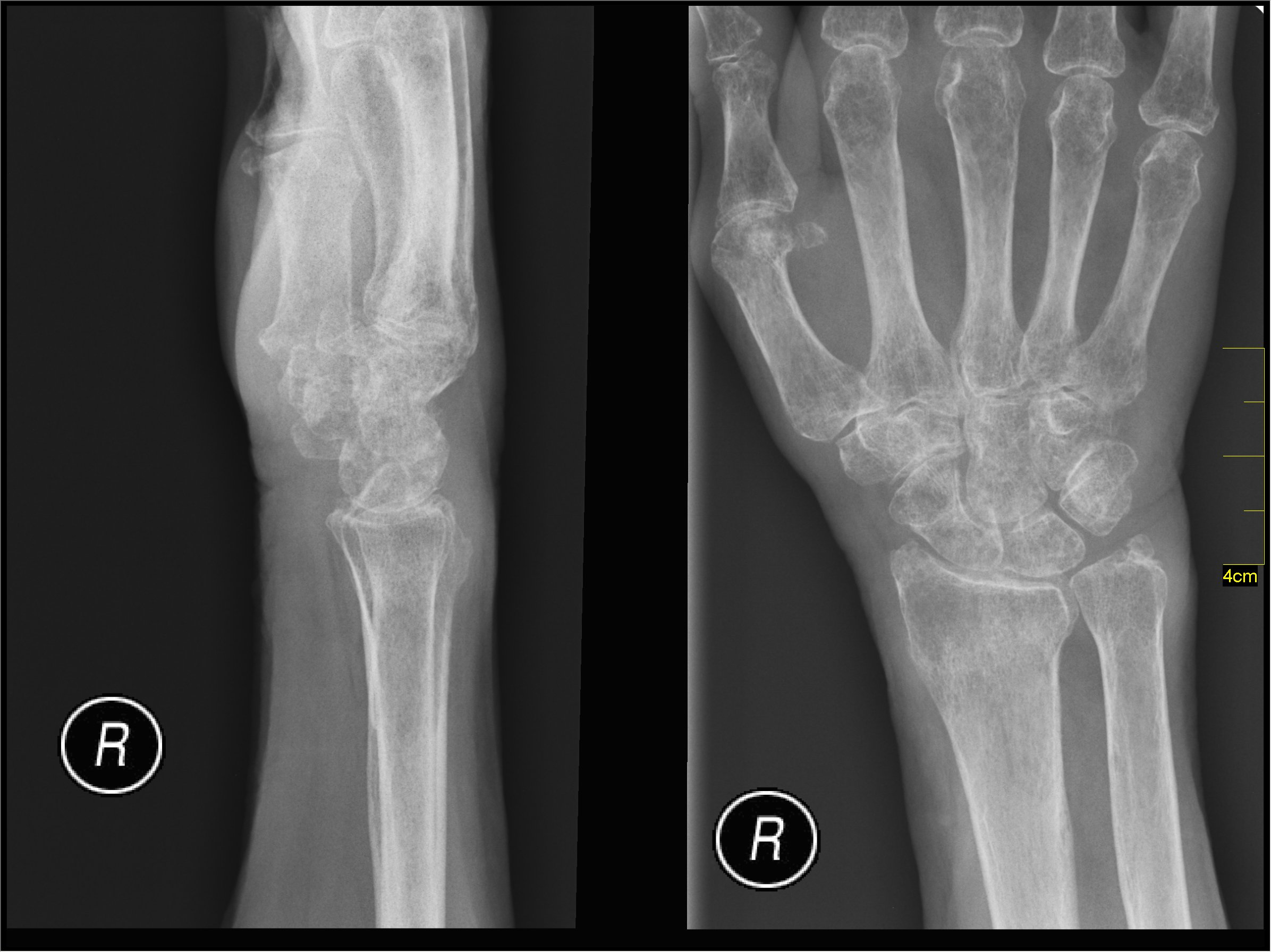
Osteoporosi a livello della mano e del polso. Si noti la relativa radiotrasparenza e rarefazione delle trabecole ossee rispetto all'immagine a sinistra

È la malattia metabolica più comune a livello osseo, caratterizzata da fragilità ossea e maggiore rischio di fratture. Può essere diffusa o distrettuale ed è classificata (in funzione dell'età e della causa di insorgenza) in senile, postmenopausale e secondaria (cioè dovuta ad altre condizioni patologiche).
L'osteoporosi diffusa, come dice il nome, coinvolge tutto lo scheletro, prediligendo le ossa con maggior componente trabecolare (colonna vertebrale e ossa lunghe in primis) e successivamente coinvolgendo anche l'osso compatto.
L'osteoporosi senile ha uguale prevalenza nei due sessi ed è causata da ridotta attività fisica e insufficiente apporto di vitamina D e/o calcio; quella postmenopausale è invece tipica del sesso femminile ed è causata dall'eccesso di estrogeni (ormoni che stimolano l'attività degli osteoclasti), che portano a una notevole perdita di massa ossea negli anni immediatamente successivi alla menopausa, che poi tende a rallentare. L'osteoporosi secondaria può essere invece causata da molte patologie o anche dall'assunzione di farmaci (specie i corticosteroidi, di cui si è già parlato nel relativo paragrafo, ma anche gli anticoagulanti, alcuni chemioterapici, il litio, alcuni antiepilettici e alcuni diuretici).
L'osteoporosi distrettuale è invece di solito rilevata a livello delle ossa degli arti ed è spesso dovuta al loro disuso (es. immobilizzazione dopo una frattura o paralisi) ma anche all'algodistrofia. In quest'ultima patologia l'esame radiografico standard nelle prime fasi è spesso negativo; sono invece utili la scintigrafia ossea trifasica o la RM.
L'aspetto dell'osso osteoporotico è stato già descritto nel paragrafo precedente ove sono elencate le lesioni elementari della struttura del tessuto osseo. Le vertebre spesso si osservano con le porzioni superiori e inferiori concave ("vertebre a lente biconcava"), fino ad assumere col tempo l'aspetto "a focaccia". Spesso in questi casi sono anche evidenti le "ernie di Schmorl" dovute a erniazione del disco intervertebrale all'interno di un soma vertebrale per rottura del piatto osseo sovrastante.
L'esame radiologico più indicato per il monitoraggio di questa malattia è la densitometria ossea, mentre le eventuali fratture possono essere studiate mediante la radiografia dei segmenti interessati. A livello della colonna una radiografia in proiezione latero-laterale può essere analizzata anche mediante software completamente automatici che misurano le altezze dei corpi vertebrali (morfometria vertebrale, eseguibile anche tramite una densitometria ossea con tecnica DEXA).
La RM è utile per differenziare i crolli vertebrali dovuti a osteoporosi da quelli su base neoplastica, specie a livello di colonna vertebrale e bacino. L'intensità del segnale RM infatti permette di distinguere le due patologie e anche di stimare da quanto tempo è avvenuta la frattura.

### Rachitismo e osteomalacia

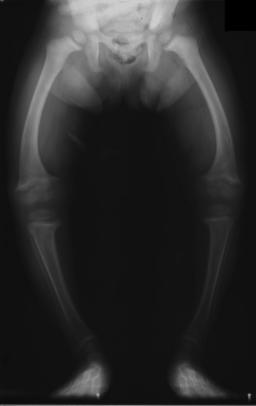
Radiografia delle gambe di un bambino di 2 anni affetto da rachitismo

Sono patologie quasi sempre causate da un deficit di vitamina D. Il rachitismo colpisce in età pediatrica e adolescenziale, mentre l'osteomalacia è tipica dell'età adulta. In entrambi i casi si ha deficit di mineralizzazione delle ossa, mentre nel rachitismo anche ritardo di crescita.
Nel bambino il quadro osseo mostra deficit di mineralizzazione e disorganizzazione delle cartilagini di accrescimento (slargamento e riduzione della radiopacità), con associata anomala formazione delle trabecole ossee. A livello condro-costale è possibile osservare il rosario rachitico (causato dallo slargamento delle cartilagini di accrescimento in tale sede), mentre il cranio può assumere una configurazione squadrata. È possibile apprezzare altre deformità da carico a livello delle ossa lunghe.
Nell'adulto si ha invece iperproduzione di matrice ossea non adeguatamente ossificata, con trabecole ridotte in spessore e numero, mentre l'osso compatto mostra anomalie microscopiche che portano a deposizione di matrice ossea mal ossificata nel suo contesto, con evidenza di aree più radiotrasparenti. Nell'osteomalacia sono inoltre tipiche le linee di Looser, strie radiotrasparenti che interessano la corticale ossea in maniera perpendicolare e in modo incompleto e simmetrico fra i due lati del corpo. Spesso queste linee si rilevano a livello delle scapole, delle coste, del bacino e di alcune ossa lunghe e sono dovute anch'esse all'accumulo di matrice malmineralizzata che porta a frattura dei segmenti coinvolti.

### Carenza di rame
Si manifesta con un quadro radiologico che comprende osteopenia, linee radiopache in sede metafisaria, fratture epifisarie e disallineamenti fra epifisi e metafisi. Queste alterazioni sono in gran parte reversibili se si provvede subito a somministrare il metallo carente.

### Tesaurismosi
In queste patologie l'accumulo di metaboliti a livello del midollo osseo induce riassorbimento a livello dello scheletro coinvolto, specie a livello corticale. In taluni casi sono anche evidenti piccole aree osteolitiche simil-cistiche con distribuzione "a carta geografica" o "a tarlatura". Il quadro clinico ovviamente predispone al rischio di fratture patologiche, soprattutto a livello della colonna vertebrale. È possibile anche riscontrare rigonfiamenti e osteonecrosi. La scintigrafia ossea è utilizzabile per valutare con un esame total body il coinvolgimento scheletrico, mentre la scintigrafia midollare, la TC e la RM sono utilizzabili allo stesso scopo per valutare l'interessamento midollare da parte della malattia (il midollo infiltrato appare più radiopaco, con segnale RM alterato e non presenta uptake di radiocolloidi). L'istiocitosi X (malattia caratterizzata dalla presenza di cellule con granuli tipici) può dare alla radiologia tradizionale differenti quadri clinici a seconda della gravità e dell'estensione del processo morboso (in tale malattia la scintigrafia ossea è spesso negativa, mentre la RM è sensibile ma non specifica):
- nel granuloma eosinofilo si evidenzia radiologicamente con lesioni osteolitiche ben delimitate, con riassorbimento dell'osso periostale, scollamento del periostio e presenza di tessuto neoformato nel suo contesto. Tali lesioni si evidenziano a livello del cranio, della colonna vertebrale, delle coste e a livello di metafisi e diafisi delle ossa lunghe;
- nella malattia di Hand-Schuller-Christian l'interessamento osseo da parte della malattia dà spesso interessamento del cranio con aspetto "a carta geografica";
- nella malattia di Letterer-Siwe si manifesta con lesioni osteolitiche, specie a livello delle ossa della testa[21].

## Reumatologia
Nella sclerodermia si può avere coinvolgimento a livello di tutto lo scheletro da parte della malattia (erosioni), in particolare a livello delle coste e soprattutto delle falangi distali delle mani (assottigliamento "a punta di matita") ove può portare anche alla completa distruzione delle falangi colpite.
Nel 5% dei pazienti affetti da sarcoidosi è possibile che la malattia coinvolga anche lo scheletro, dando osteoporosi generalizzata, caratterizzata da aspetto delle trabecole "a nido d'ape" (specie a livello delle falangi). Sono inoltre presenti anche lesioni cistiche, specie a livello di mani e piedi.